# Santos de San Juan
I Santos de San Juan sono stati una società cestistica avente sede a San Juan, a Porto Rico. Fondati nel 1930, hanno giocato nel campionato portoricano. Si sono sciolti nel 1997.

## Palmarès
- Campionati portoricani: 5

1930, 1931, 1940, 1945, 1958